# Edmonton
Edmonton (pronúncia em inglês: [ˈɛdməntən] (escutarⓘ)) é a capital da província canadense de Alberta. Está próxima do rio Saskatchewan do Norte, é o centro da Região da Capital Edmonton, que está cercada pela Região Central de Alberta. A cidade faz parte do extremo norte do que a Statistics Canada define como o "Corredor Calgary–Edmonton".
Edmonton é a cidade de grande porte mais setentrional da América, tinha uma população de 932 000 habitantes em 2016, tornando-se a segunda maior cidade de Alberta e o quinto maior município do Canadá. Também em 2016, Edmonton tinha uma população metropolitana de 1 321 426 tornando-se a sexta maior área metropolitana no Canadá. Edmonton é a região metropolitana com população superior a um milhão de habitantes mais ao norte da América do Norte. Um nativo ou residente de Edmonton é conhecido como Edmontonian, em inglês, ou Edmontoniano, em português.
O crescimento histórico de Edmonton foi facilitado através da fusão de cinco municípios urbanos adjacentes e uma série de anexações que terminam em 1982. Conhecida como a "Gateway to the North", a cidade é um ponto de parada para projetos de grande escala, para sementes petrolíferas que ocorrem no norte de Alberta e operações de mineração de diamantes em larga escala nos Territórios do Noroeste.
Edmonton é um centro cultural, governamental e educacional. Ela hospeda uma série de festivais durante todo o ano, refletindo no apelido que a cidade tem de Canada’s festival city (em português: "Cidade-festival do Canadá"). A cidade possui o maior centro comercial do Canadá e da América do Norte, o West Edmonton Mall.

## História

### Até 1900

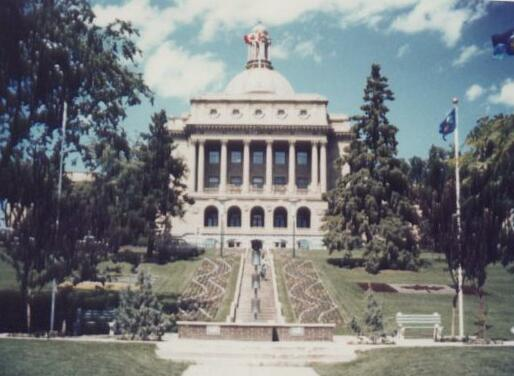
O centro legislativo de Alberta, situado no local onde Edmonton foi fundada definitivamente, em 1830.

Nativos americanos Cree e Blackfoot viviam na região onde atualmente está localizada Edmonton muito antes da chegada dos primeiros exploradores europeus. Edmonton foi fundada em 1795, como um posto comercial da Companhia da Baía de Hudson e da Companhia do Noroeste, com o nome de Edmonton House. Posteriormente, passaria a ser conhecido como Fort Edmonton. O nome Edmonton vêm da cidade britânica de Edmonton (atualmente, um distrito da cidade de Londres).
Fort Edmonton tornou-se um centro regional de comércio de peles na fusão da Companhias da Baía de Hudson do Noroeste em 1821. Fort Edmonton foi reconstruído, em caráter definitivo, na sua atual localização, em 1830, na margem sul do Rio Saskatchewan. Tornou-se enventualmente o centro econômico da região das pradarias canadenses. Na década de 1870, Fort Edmonton começou a receber cada vez mais pessoas, de vários cantos do país, bem como imigrantes. Isto porque o governo do Canadá ofereceu terra, de graça, para pessoas e famílias interessadas em habitar e cultivar a pouca habitada região central do país.
Edmonton serviu como assentamento, que 

### 1900 - 1945
Em 1904, Edmonton possuía uma população de nove mil habitantes. Um ano depois, em 1905, quando a nova província de Alberta separou-se dos Territórios do Noroeste, Edmonton foi escolhida como a capital da recém fundada Alberta. Ainda em 1905, a Canadian National Railway, construída para ligar o leste canadense com o oeste, passou a conectar Edmonton com o leste canadense, e após a finalização da Ferrovia, com as principais cidades do país.
Edmonton e a cidade vizinha de Strathcona (localizada na margem sul do Rio North Saskatchewan) foram fundidas, em 1912. Então, a população da cidade era de 53 mil habitantes. Um ano depois, a construção de uma ponte cimentou a ligação de ambos os lados da cidade.
Um pequeno aeródromo foi construído em 1926, e Edmonton rapidamente tornou-se um pólo de aviação, para pessoas que viajavam ao norte do país, bem como parada de reabastecimento em voos entre Vancouver e Calgary com o leste canadense - especialmente para voos transportando medicamentos para regiões isoladas no norte canadense. A construção da Rodovia Alaska, durante a Segunda Guerra Mundial, estabeleceu definitivamente Edmonton como um centro primário de transportes no Canadá.

### 1945 - Tempos atuais
Foi descoberto petróleo em Leduc em 1947. Isto atraiu muitas empresas petrolíferas para a cidade. Logo, Alberta tornaria-se facilmente o maior produtor de petróleo do Canadá. As companhias petrolífera que se instalaram na cidade construíram refinarias para o processamento de petróleo extraído na província, bem como oleodutos conectando a cidade para outras regiões do Canadá. O rápido crescimento econômico da cidade causou um súbito e grande crescimento populacional que durou até a década de 1960. Edmonton passou a ser primariamente um centro petrolífero. Com isto, Edmonton foi alvo de uma renovação urbana, na década de 1960, feita graças aos recursos conseguidos com a extração de petróleo.
No final da década de 1960, o crescimento populacional de Edmonton havia diminuído. Mas voltaria a crescer rapidamente, na década de 1970, e em um ritmo mais acelerado do que aquela que havia ocorrido na década de 1950. Muitos arranha-céus foram construídos no centro da cidade, substituindo antigas e baixas estruturas. Centros comerciais modernos foram abertos. Entre eles, o West Edmonton Mall, inaugurado em 1981, e atualmente o maior shopping center do Canadá.
Edmonton foi atingido por um tornado (F4 na Escala Fujita) em 1987, causando a morte de 27 pessoas, bem como grandes danos a diversas estruturas na cidade.

## Geografia

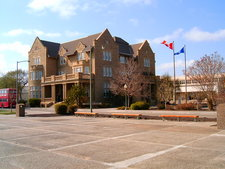
Sede de governo de Alberta

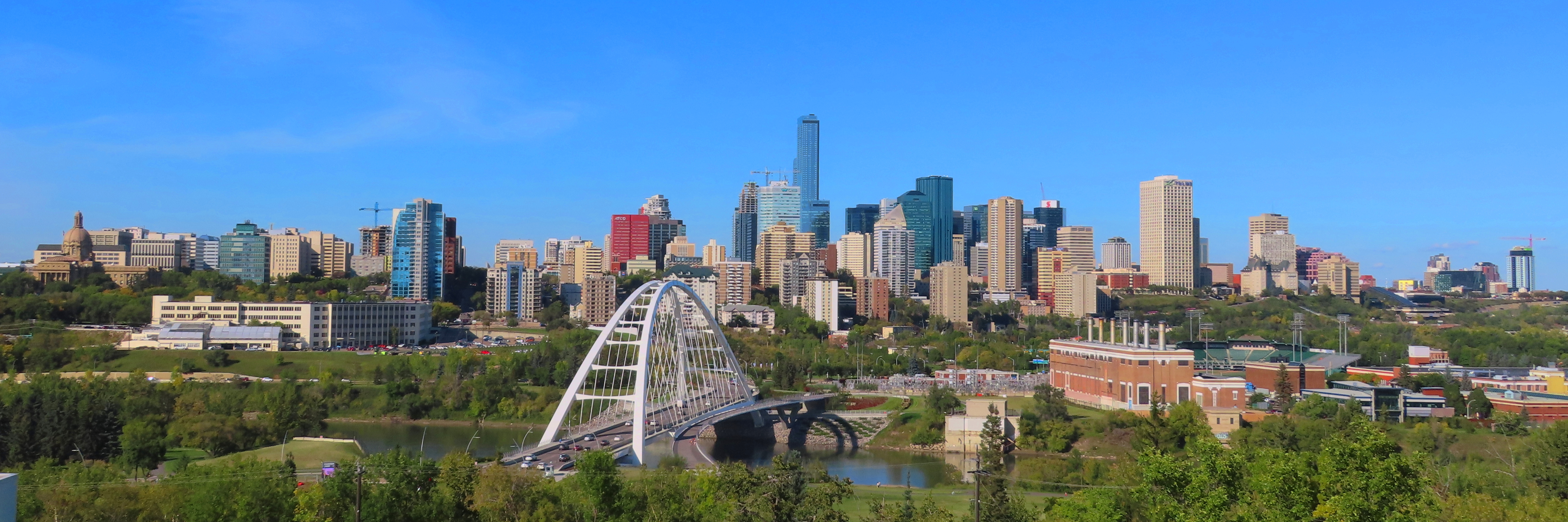
Panorama de Edmonton em 2019

Localizado a 53°34′Norte e 113°30′Oeste, Edmonton é a cidade mais setentrional da América (quando comparando-se cidades com populações semelhantes). Isto garante longas horas de exposição solar durante o verão, mas relativamente poucas horas de sol durante o inverno.
Edmonton situa-se no centro geográfico de Alberta. Com uma área de 683,88 km², Edmonton é uma das maiores cidades da América do Norte - maior que Chicago, Filadélfia, Detroit e Toronto. Cerca de 68 quilômetros do Rio North Saskatchewan cortam a cidade. Edmonton também possui o parque mais longo do continente, localizado ao longo do vale do Rio North Saskatchewan.
Edmonton possui quatro estações bem definidas, embora o tempo na cidade seja altamente instável. O verão em Edmonton é relativamente quente, com temperaturas médias de 25 °C, e máximas de até 38 °C. O inverno é frio, com médias de −17 °C, e máximas que variam entre 8 °C a −20 °C, e mínimas entre -5 °C a −45 °C. Pelo tempo instável, dias amenos em pleno inverno não são raridade. A taxa de precipitação média anual de chuva é de 47 centímetros, e a taxa precipitação média anual de neve é de cerca de 123 centímetros.

## Administração

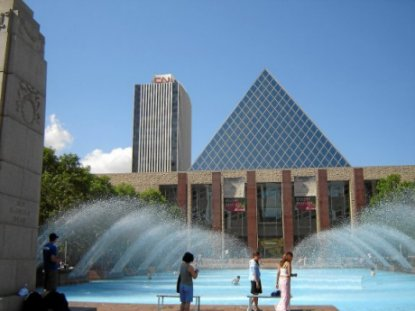
Prefeitura de Edmonton

Os habitantes de Edmonton elegem o prefeito a cada três anos. A cidade está dividida em 6 circunscrições eleitorais, e os habitantes de cada circunscrição escolhem também dois conselheiros, também por três anos. A assembleia municipal tem competência legislativa a nível municipal e elege um funcionário responsável pela supervisão da administração da cidade.[carece de fontes?]
Cerca de metade da receita do orçamento do Edmonton é gerada através de impostos comerciais e taxas cobradas para terrenos e propriedades. O restante provém de verbas fornecidas pelo governo de Alberta.[carece de fontes?]

## Demografia
Segundo o censo de 2006, Edmonton possui uma população de 730 372 habitantes, sendo a segunda mais populosa cidade de Alberta (atrás de Calgary), e a quinta maior cidade do Canadá. Sua área metropolitana, com 1 034 945 de pessoas, é a sexta mais populosa do país. Mesmo assim, dado a sua extensão territorial, Edmonton é uma cidade relativamente pouco densamente habitada. A densidade populacional de Edmonton é de 974 hab/km², a mais baixa de uma grande cidade no Canadá e nos Estados Unidos - cerca de 67 vezes menor do que a densidade populacional da cidade de Nova Iorque.
Cerca de 40% da população de Edmonton possuem algum degrau de ascendência inglesa ou irlandesa. Outros grupos étnicos minoritários incluem descendentes de alemães, ucranianos e chineses.

## Economia

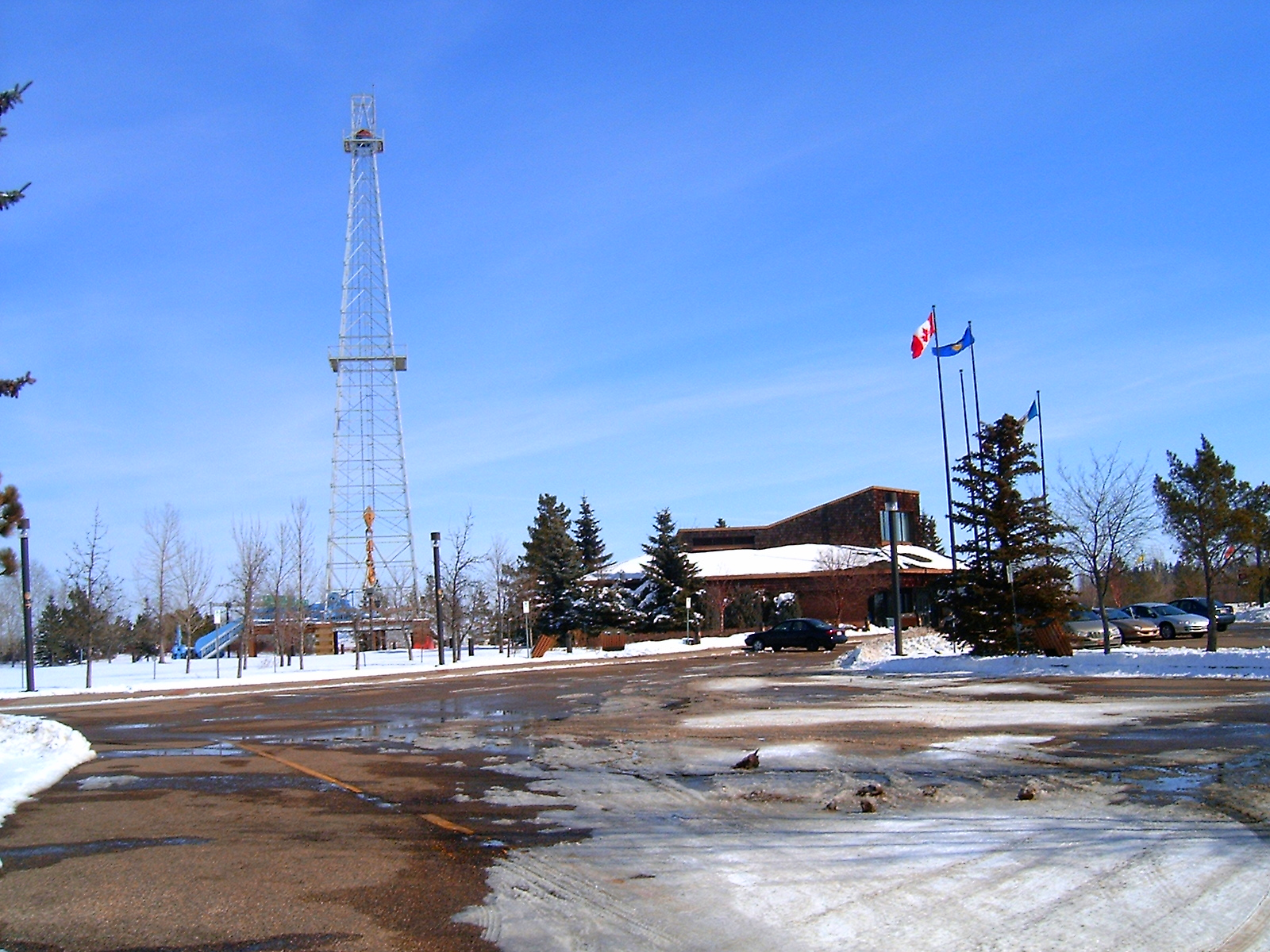
Um monumento em homenagem ao petróleo.

Edmonton é uma cidade rica, o processamento, refino e distribuição de petróleo, bem como a produção de derivados, são a principal fonte de renda de Edmonton. Petróleo e gás natural são distribuídos para todo o país, bem como exportados para os Estados Unidos, através de oleodutos e gasedutos e caminhões. Os principais derivados de petróleo produzidos são gasolina e produtos químicos.
O turismo possui um papel cada vez mais importante na economia da cidade. A presença do maior parque histórico do país, bem como a do maior centro comercial da América do Norte – e anteriormente do mundo –, atrai turistas vindos de todas as partes do Canadá e dos Estados Unidos.
A produção de papel e madeira, produtos de metal e alimentícios são outras fontes de renda importante de Edmonton. Dois jornais diários servem a cidade, a The Edmonton Journal e a The Edmonton Sun bem como cinco canais de televisão.

## Educação

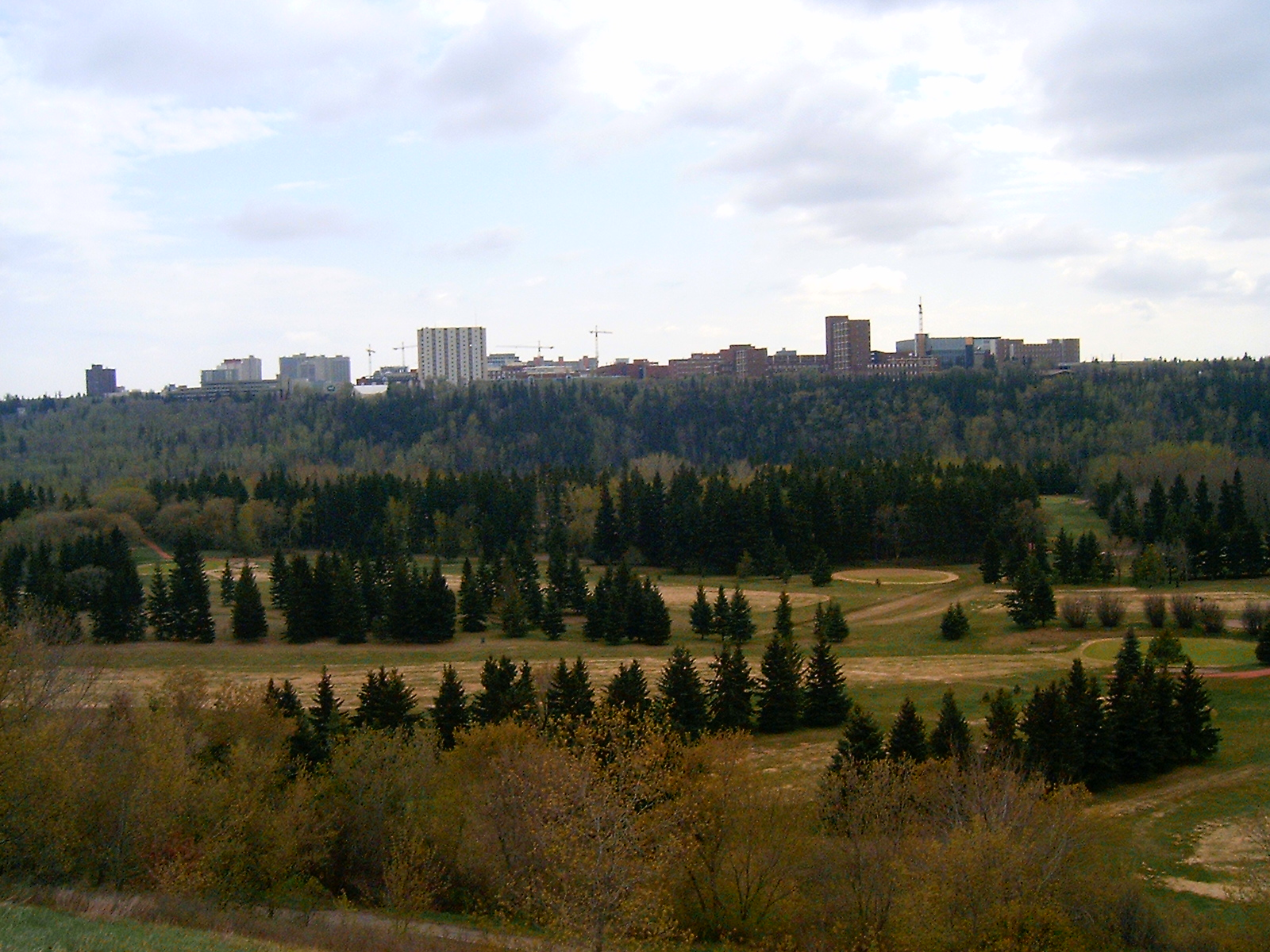
O campus principal da Universidade de Alberta.

- Escolas: Edmonton possui cerca de 200 escolas públicas, que atendem a um total de 82 mil estudantes por ano. Outras 80 escolas cristãs atendem outros 32 mil. O município fornece as verbas necessárias para ambos os sistemas.
- Bibliotecas: Edmonton possui uma grande e bastante diversificada biblioteca central no centro da cidade, bem como várias outras bibliotecas menores em diversos bairros da cidade. Todas as bibliotecas possuem computadores com acesso gratuito a Internet para seus usuários. Verbas são fornecidas pelo município.
- Educação superior: A Universidade de Alberta está localizada em Edmonton, do lado do vale do Rio North Saskatchewan. É a principal universidade da província, e uma das mais reconhecidas do país (especialmente na área de pedagogia). Outras 4 faculdades também oferecem cursos de ensino superior, dentro dos limites municipais de Edmonton. No total, são 60 mil estudantes que estudam em alguma instituição de ensino superior na cidade.

## Recreação

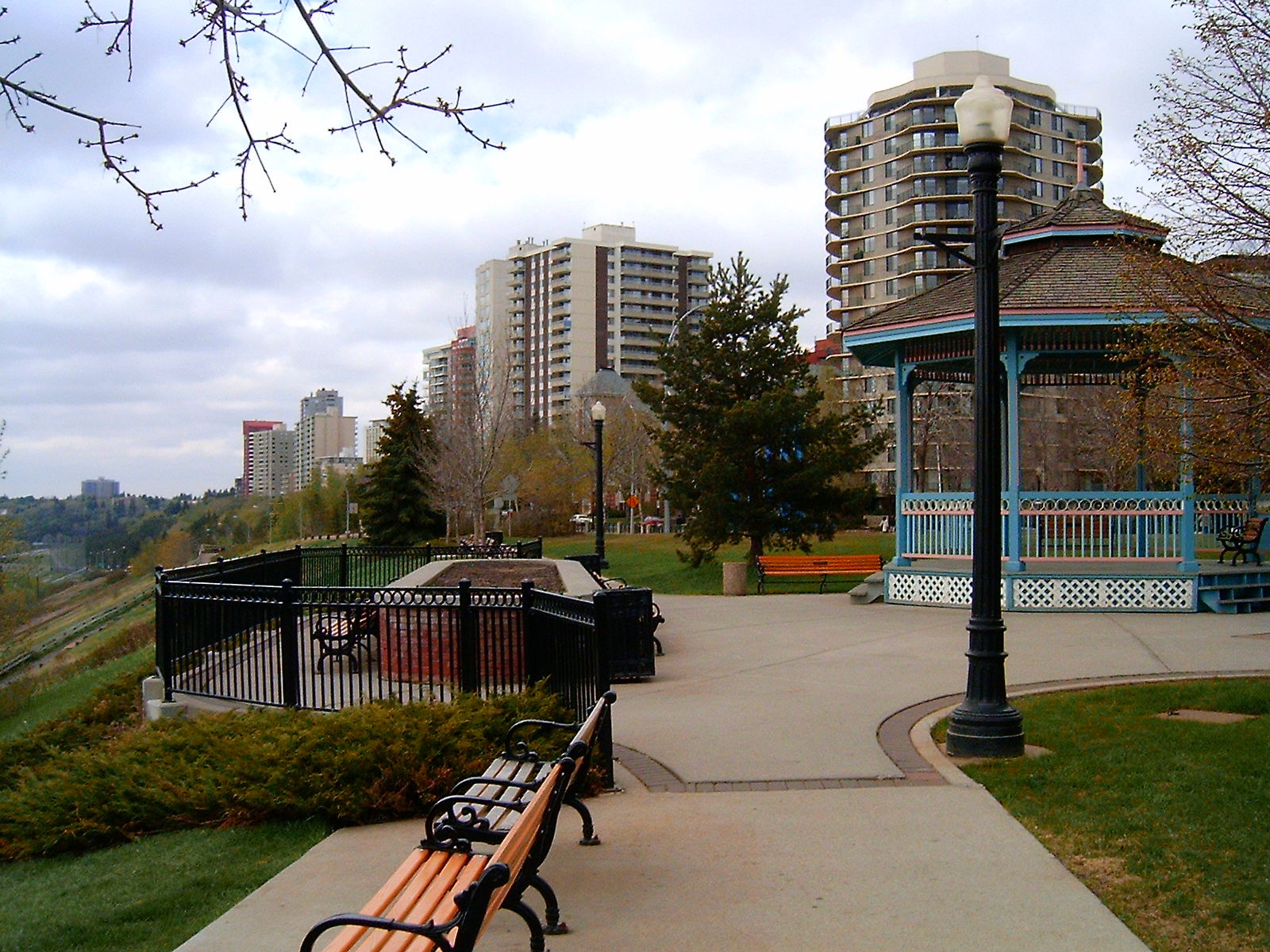
Vista do centro-oeste da cidade, à beira do vale do Rio North Saskatchewan.

Edmonton é a cidade com mais metros quadrados de parques per capita no Canadá. A cidade possui no total aproximadamente 3 800 hectares de área verde.
Entre os inúmeros parques, destaca-se principalmente o vale do Rio Saskatchewan, uma área verde, e protegida pelo município. Esta gigantesca área verde, a maior do continente norte-americano localiza-se ao longo do Rio Saskatchewan, estendendo-se por mais de 100 quilômetros. Ali, estão localizadas muitos campos de golfe, tanto públicos quanto privados. Dado a inclinação do vale, o parque também possui várias pistas de esqui, que são usadas nos invernos da cidade. Um zoológico (Valley Zoo) também está localizado dentro deste vale. No total, são 7 450 hectares, dos quais dois quintos estão localizados dentro de Edmonton.
Outro parque importante é  o Northlands Park, uma gigantesca área de exibição, onde grandes shows musicais, exposições, rodeios, eventos esportivos e comerciais são realizados. Aqui também é realizado um festival, o Klondike Days, em memória à corrida do ouro da década de 1890. Este festival dura 10 dias e é realizado todo mês de julho.
Destacam-se também o Gateway Park, um parque que contém um monumento em homenagem ao petróleo, material que permitiu o rápido crescimento da província de Alberta, e a tornou uma das mais influentes no Canadá; e o Elk Island National Park, uma grande reserva natural que possui jóias da fauna do oeste da América do Norte, como o bisão.
Edmonton possui um Museu Provincial, o Museum of Alberta in Edmonton, que trata sobre a História da Província de Alberta. Um Museu de aviação, o Alberta Aviation Museum e um Centro de Ciências (Odyssium), dedicada para promover e dilvugar a Ciência a estudantes em idade escolar. A cidade também possui uma Orquestra Sinfônica, uma Associação Municipal de ópera, e sedia a principal Companhia de balé de Alberta, a Alberta Ballet Company.
Acima de tudo, Edmonton é mundialmente famosa graças ao West Edmonton Mall, o maior centro comercial da atualidade. Dispõe de mais de 850 lojas e estabelecimentos comerciais, um hotel, três parques de diversões e um total de 27 telas cinematográficas. Empregando cerca de 23 mil pessoas, é também uma importante fonte de renda para a cidade.

## Transportes

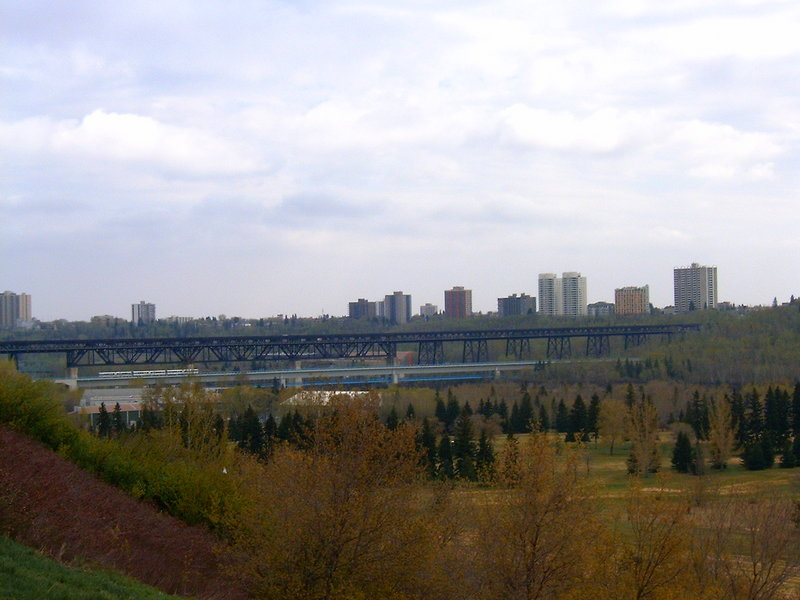
Vista de duas pontes sob o Rio Saskatchewan.

O sistema de transporte público de Edmonton é totalmente integrado. É administrado pela Edmonton Transit System, e opera uma malha de rotas de ônibus e uma linha de light rail, de 12,3 quilômetros de comprimento e com dez estações.
Edmonton possui dois aeroportos: o Aeroporto Internacional de Edmonton, operando voos comerciais a nível regional, nacional e internacional e um aeródromo, usado apenas pela aviação geral. Duas linhas ferroviárias cortam a cidade, bem como três rodovias nacionais.
A maioria das ruas e avenidas em Edmonton são designadas através de números, usando um sistema de nomes adotado em 1914. Um número de pontes conectam a margem norte de Edmonton com a margem sul da cidade.

## Atrações

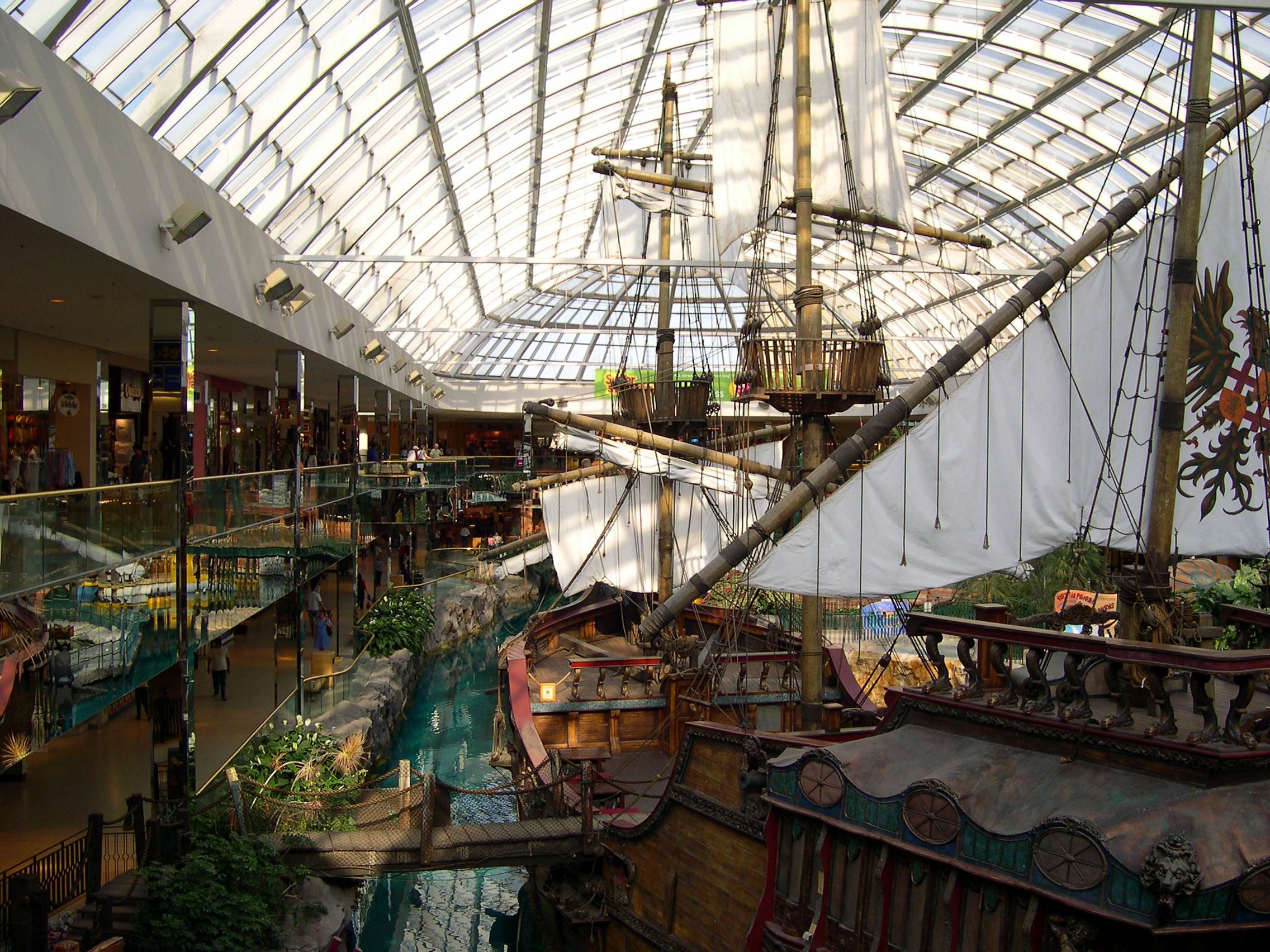
Interior do West Edmonton Mall.

Edmonton é muito rica em atracções. Na baixa estão a Galeria de Arte de Alberta, o Edifício Legislativo de Alberta, a Câmara Municipal de Alberta, a rede de light rail de Edmonton, o Clube de Esqui de Edmonton, a Jasper Avenue, a Kinsmen Field House, o Muttart Conservatory, a Piscina Queen Elizabeth, o Real Museu de Alberta, o Telus Field, os Arquivos Canadianos Ucranianos & Museu de Alberta, assim como o Pavilhão Universiade, entre muitas outras atracções.
No norte da cidade as principais atrações são o Museu de Aviação de Alberta, o Museu Ferroviário de Alberta, a Capital EX, o Estádio da Commonwealth, o Parque de Northlands, o Rexall Place, o Mundo da Ciência.
A oeste e sul da cidade as atracções podem ser menos, mas são mais famosas. O West Edmonton Mall, o maior shopping da América do Norte, o Clube de Esqui Snow Valley, o famoso Labirinto de Milho de Edmonton, o Parque Histórico de Fort Edmonton, o maior parque histórico do Canadá, a Universidade de Alberta e o Valley Zoo.

## Esportes

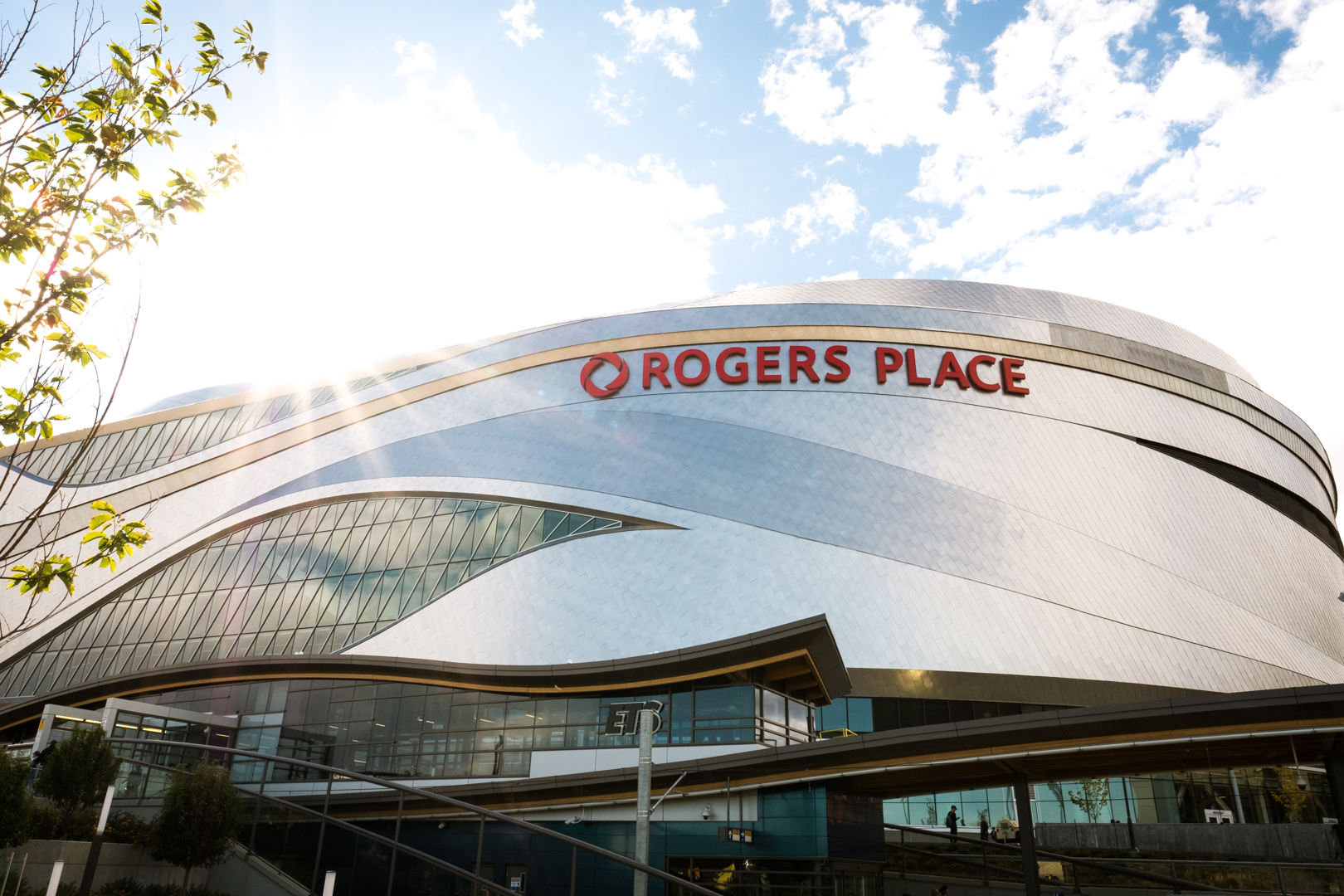
Rogers Place, casa do Edmonton Oilers.

A cidade é sede do time de hóquei no gelo Edmonton Oilers que joga na NHL e do time de futebol canadense Edmonton Elks que joga na CFL. Durante os anos de 2005 a 2012 recebeu o Grande Prêmio de Edmonton em um circuito de rua da IndyCar Series

## Cidades-irmãs
- Hull, Quebeque (actualmente faz parte de Gatineau, Quebeque), Canadá (1967)
- Harbin, Província de Heilongjiang, China (1985)
- Nashville, Tennessee, Estados Unidos (1990)
- Wonju, Província de Gangwon, Coreia do Sul (1998)